# Rhinencephalon
Het rhinencephalon of de reukhersenen is een onderdeel van de grote hersenen, bestaande uit de bulbus olfactorius en alle structuren die er zenuwen van ontvangen. Functioneel is de structuur actief bij de reuk.